# Gimnastyka na Letnich Igrzyskach Olimpijskich 1928 – wielobój drużynowy kobiet
Wielobój drużynowy kobiet był jedną z konkurencji gimnastycznych rozgrywanych podczas Letnich Igrzysk Olimpijskich 1928. Był to debiut tej konkurencji na igrzyskach olimpijskich. W zawodach wzięły udział zawodniczki z pięciu państw. Zawody zostały rozegrane pomiędzy 8 - 10 sierpnia 1928 r.
Do końcowego wyniku drużyno zaliczano dziesięć najlepszych wyników zawodniczek z danego kraju.
| Pozycja | Reprezentacja   | Zawodniczki | Ćwiczenia | Ćwiczenia z przyrządami | Skok   | Łącznie |
| ------- | --------------- | --- | --------- | ----------------------- | ------ | ------- |
| złoto   | Holandia        | Estella Agsteribbe, Jacomina van den Berg, Alida van den Bos, Petronella Burgerhof, Elka de Levie, Helena Nordheim, Anna Dresden-Polak, Petronella van Randwijk, Hendrika van Rumt, Jud Simons, Jacoba Stelma, Anna van der Vegt       | 98,50     | 110,00                  | 108,25 | 316,75  |
| srebro  | Włochy          | Bianca Ambrosetti, Lavinia Gianoni, Luigina Giavotti, Virginia Giorgi, Germana Malabarba, Carla Marangoni, Luigina Perversi, Diana Pizzavini, Luisa Tanzini, Carolina Tronconi, Ines Vercesi, Rita Vittadini                           | 92,75     | 102,00                  | 94,25  | 289,00  |
| brąz    | Wielka Brytania | Annie Broadbent, Lucy Desmond, Margaret Hartley, Amy Jagger, Isabel Judd, Jessie Kite, Marjorie Moreman, Edith Pickles, Ethel Seymour, Ada Smith, Hilda Smith, Doris Woods                                                             | 88,75     | 94,50                   | 75,00  | 258,25  |
| 4.      | Węgry           | Valéria Frantz-Herpich, Mária Hámos, Aranka Hennyei, I.Hennyei, Anna Kael, Margit Kövessi, Margit Pályi, E.Ruda, Irén Rudas, Aranka Szeiler, Ilona Szöllõsi, Judit Tóth                                                                | 99,25     | 78,00                   | 79,25  | 256,50  |
| 5.      | Francja         | Mathilde Bataille, Honorine Delescluse, Louise Delescluse, Galuëlle Dhont, Valentine Héméryck, Paulette Houtéer, Georgette Meulebroeck, Renée Oger, Antonie Straeteman, Jeanne Vanoverloop, Berthe Verstraete, Geneviève Vankiersbilck | 83,50     | 87,50                   | 76,50  | 247,50  |